# Safet Zec
Safet Zec (ur. 5 grudnia 1943 w Rogaticy) – malarz i grafik bośniacki i jugosłowiański.

## Życiorys
W 1964 ukończył średnią szkołę artystyczną w Sarajewie i podjął studia w Akademii Sztuk Pięknych w Belgradzie. Studia ukończył w 1969, a trzy lata później na tej samej uczelni ukończył studia podyplomowe.
Od lat 70. stał się jednym z czołowych przedstawicieli realizmu poetyckiego w sztuce jugosłowiańskiej. Do 1989 mieszkał w Belgradzie, a następnie przeniósł się do Sarajewa. W czasie wojny w Bośni, w 1992 wyjechał do Włoch i zamieszkał w Udine.
Prace Zeca prezentowano na 70 wystawach indywidualnych i zbiorowych. Jest członkiem Stowarzyszenia Artystów Plastyków Bośni i Hercegowiny. Mieszka w Sarajewie, Paryżu i w Wenecji. W Sarajewie znajduje się pracownia artysty, gdzie są eksponowane jego prace.

## Twórczość

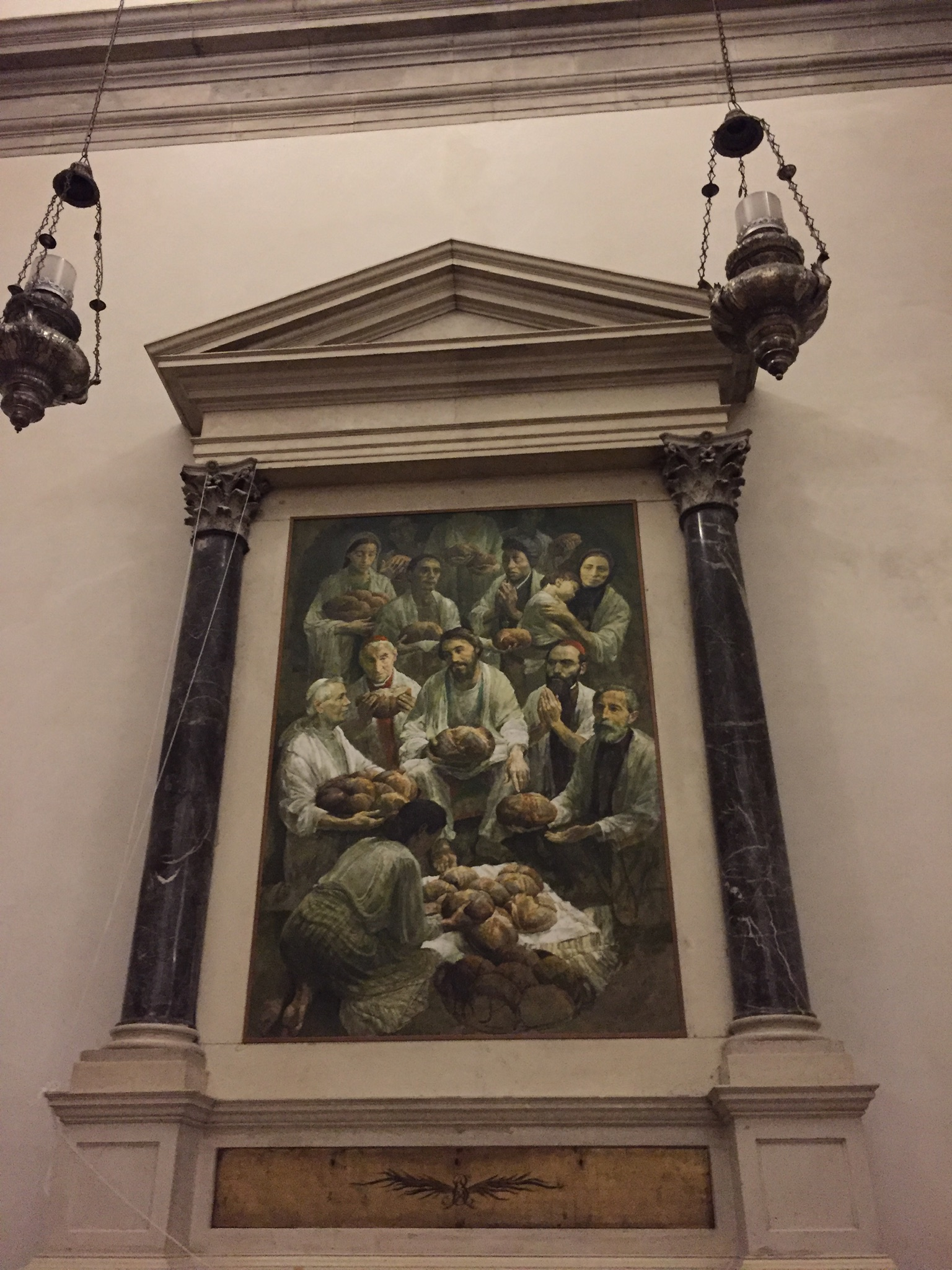
Obraz Safeta Zeca Chleb miłosierdzia w katedrze w Treviso

Większość obrazów namalowanych przez bośniackiego artystę przedstawia postacie ludzkie, martwe natury i pejzaże. Serię obrazów poświęcił upamiętnieniu masakry w Srebrenicy. Współczesne obrazy Zeca przedstawiają nieistniejące już fasady domów w Sarajewie, wykonane w technice kolażu. Wykonuje także obrazy o tematyce religijnej dla kościołów włoskich, kilka z nich znajduje się w katedrze w Treviso.

## Nagrody i wyróżnienia
Jest laureatem ponad dwudziestu nagród za swoją twórczość. W 2007 został odznaczony Orderem Sztuki i Literatury Republiki Francuskiej.